# Ťiao-č’
Ťiao-č’ (čínsky pchin-jinem Jiāozhǐ, znaky 交趾, 交阯, vietnamsky Giao Chỉ) bylo čínské jméno správní oblasti zahrnující severní Vietnam. Používáno bylo od 2. století př. n. l. do 10. století (komandérie Ťiao-č’) a v první třetině 15. století (provincie Ťiao-č’).

## Od říše Chan po říši Tchang
Po dobytí království Nan-jüe v jižní Číně (Kuang-tung) a severním Vietnamu roku 111 př. n. l. říší Chan chanská vláda ustavila na získaném území kontrolní oblast Ťiao-čou, složenou z devíti komandérií, jednou z nich byla komandérie Ťiao-č’, která se rozkládala v dnešním severním Vietnamu. Komandérie Ťiao-č’ trvala, pokud byl severní Vietnam součástí čínských říší (do roku 544 a v letech 602–938).

## Za říše Ming
V letech 1406–1407 proběhla úspěšná invaze mingské armády do Vietnamu. Z dobytého Vietnamu mingská vláda vytvořil provincii Ťiao-č’.
Provincie byla rozdělena na 41 podprefektur a ty na 208 okresů. V čele provincie stál bývalý ministr Chuang Fu. Vznikla administrativa podle čínského vzoru, složená z čínských i vietnamských úředníků, vzdělávaných v konfuciánských školách, kde vyučovali čínští učitelé.
I po připojení k říši zůstal Vietnam pro Číňany cizí zemí, kam byli důstojníci posíláni za trest a místa v civilní správě mnohdy obsazována neúspěšnými kandidáty úřednických zkoušek.
Chuang Fu stál v čele provinčních úřadů (jak civilní správy, tak provinčního kontrolního úřadu) do roku 1424, kdy ho z rozhodnutí císaře Chung-siho nahradil generál Čchien Č', hrabě Žung z Čchang. Odvolání zkušeného a v provincii respektovaného guvernéra byla podle historiků hrubá chyba, která významně přispěla k pádu mingské vlády nad Vietnamem. Čchien Č' byl císařem Süan-tem v květnu 1426 nahrazen generálem Wang Tchungem. V lednu 1427 císař opět poslal do Vietnamu Chuang Fua. Vietnamská armáda vedená Lê Lợim však už získala iniciativu a v první polovině roku 1428 Číňané z Vietnamu ustoupili a provincie Ťiao-č’ zanikla.